# Heliport (Maastricht)
Heliport "De Griend" was de tweede helihaven (na Rotterdam) in Nederland die op 10 augustus 1953 door Sabena in gebruik werd genomen.

## Historie
Maandagmorgen 10 augustus landde de eerste helikopter op het inderhaast in orde gebrachte terrein "De Griend". Er werd een dagelijkse dienst onderhouden met een tussenstop Brussel naar Luik en retour naar Maastricht. De tweede dienst was Brussel - Luik - Maastricht - Keulen - Bonn. Omdat de faciliteiten voor passagiersvervoer nog niet af waren werd tot 1 september alleen vracht en post vervoerd. Vanaf 1 september werden ook passagiers vervoerd met de Sikorski S-55 die plaats bood aan zeven passagiers,
het maximum laadvermogen was 1000 kg. De griend ligt centraal in Maastricht aan de rechter (oost) maasoever langs de Franciscus Romanusweg,
over de nabijgelegen Wilhelminabrug was een directe verbinding met de andere Maas-oever. Op 1 maart 1954 werd het aantal vluchten per dag verhoogd naar drie.
3 mei 1954 werd de luchthaven nogmaals, nu officieel, geopend door de commissaris van de koningin mr. dr, F. Houben. De voltooiing van het stationsgebouw met restaurant en douane en ticketverkoop was de aanleiding voor de officiële opening.
Op 24 juni 1956 kreeg De Griend de primeur van een verzekeringsautomaat: Na inworp van een kwartje kreeg me een enveloppe met polis waarop de naam van de begunstigde kon worden ingevuld. Voor een premie van 6 of 10 gulden was men verzekert tijdens de vlucht, de uitkering bij overlijden of blijvende invaliditeit was 100.000 gulden,
bij tijdelijke invaliditeit 5.000 gulden.
In juli 1956 besloot Sabena met grotere toestellen te gaan vliegen, de Sikorsky S-58, daarom moest de luchthaven worden uitgebreid. Op 13 juli 1957 werd de "Griend" na de uitbreiding heropend door burgemeester Wr. W Baron Michiels van Kessenich, de luchthaven werd hiermee één van de modernste helihavens van Europa. De haven werd ingewijd door de chef van de helikopter dienst van Sabena, de heer Gerard Tremerie, met de landing van de Sikorsky S58 van de dienst Brussel—Maastricht—Keulen.
Op 8 mei 1962 bezocht het voltallige  koninklijk gezin, ter gelegenheid van het zilveren huwelijksjubileum van koningin Juliana en prins Bernhard, Maastricht ze landden om zes uur 's avonds op Heliport de Griend. Op 23 februari 1966 verklaarde de heer P. J. van Malleghem, directeur-Nederland van de Sabena:
"Er is geen sprake van dat wij de helicopterdiensten gaan opheffen. In Brussel denkt de directie er precies zo over". Op 5 oktober 1966 deelde de Sabena mee dat alle vluchten vanaf Maastricht per 1 november 1966 werden gestaakt,
dat betekende het einde van Heliport de Griend.
Na jaren in niet in gebruik te geweest werd in 1974 de Eurohal gebouwd op het terrein die in 1991 werd gesloopt, daarna kwam er een ondergrondse parkeergarage met daarboven het Griendpark.

## Afbeeldingen

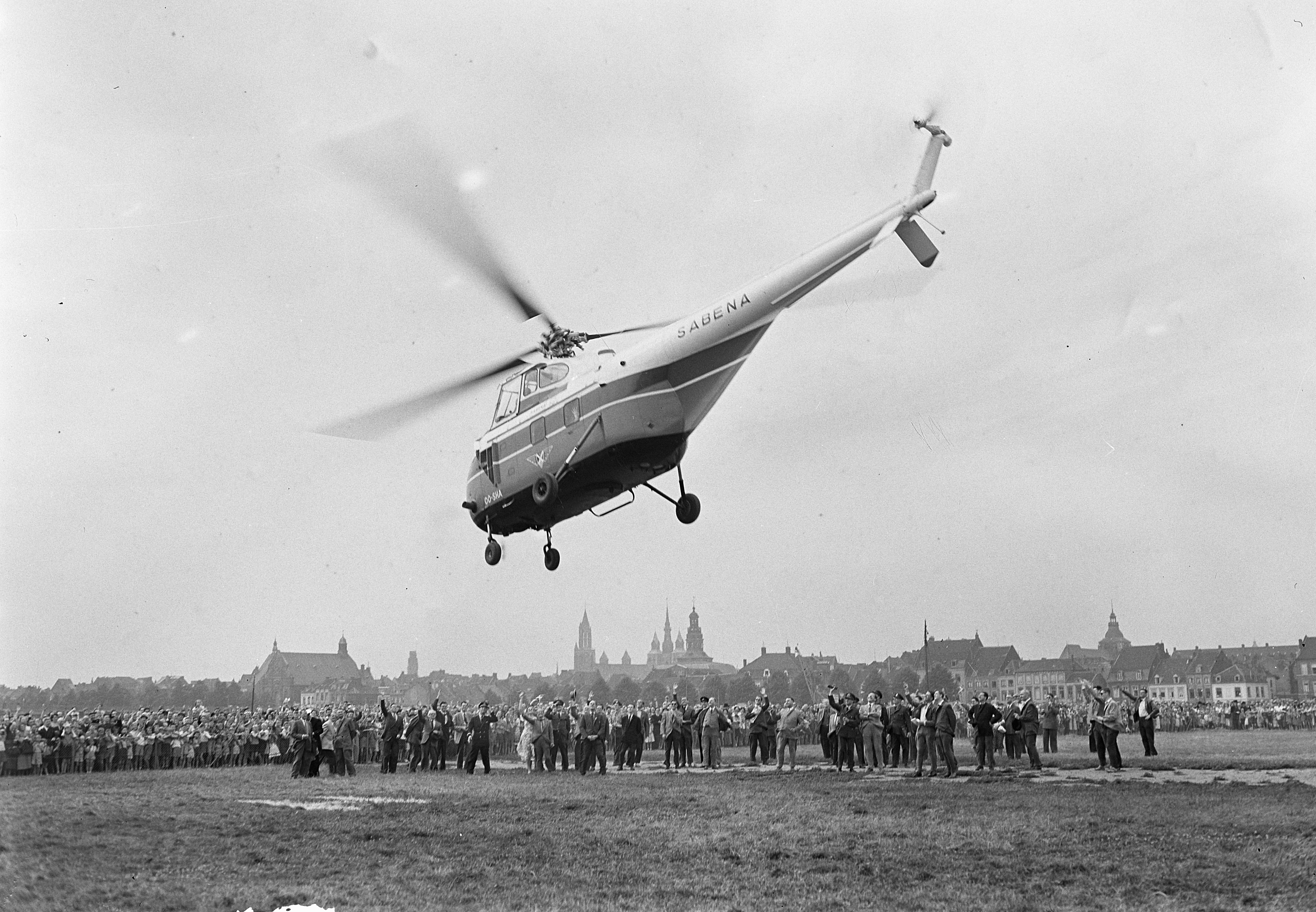
De Griend, Maastrict opening Heliport 10-08-1953
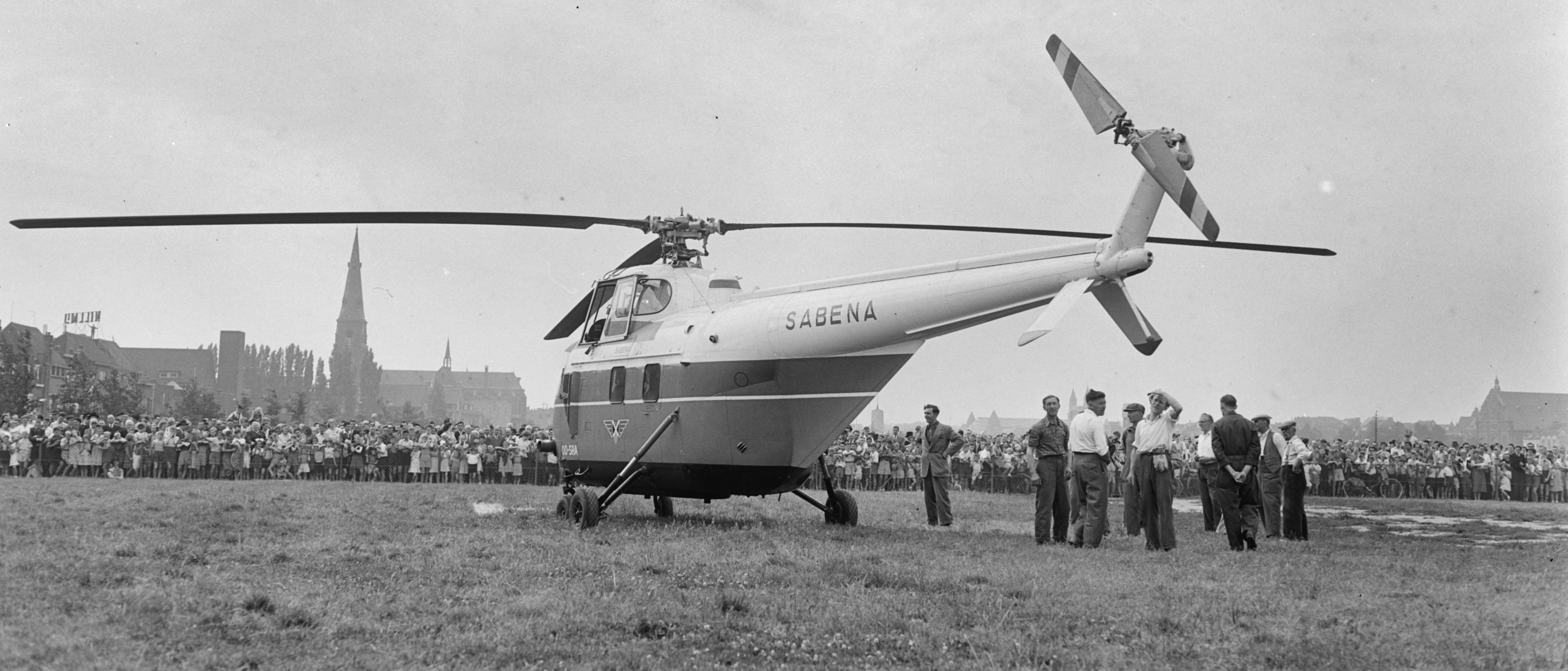
Sikorsky S-55 op 10 augustus 1953
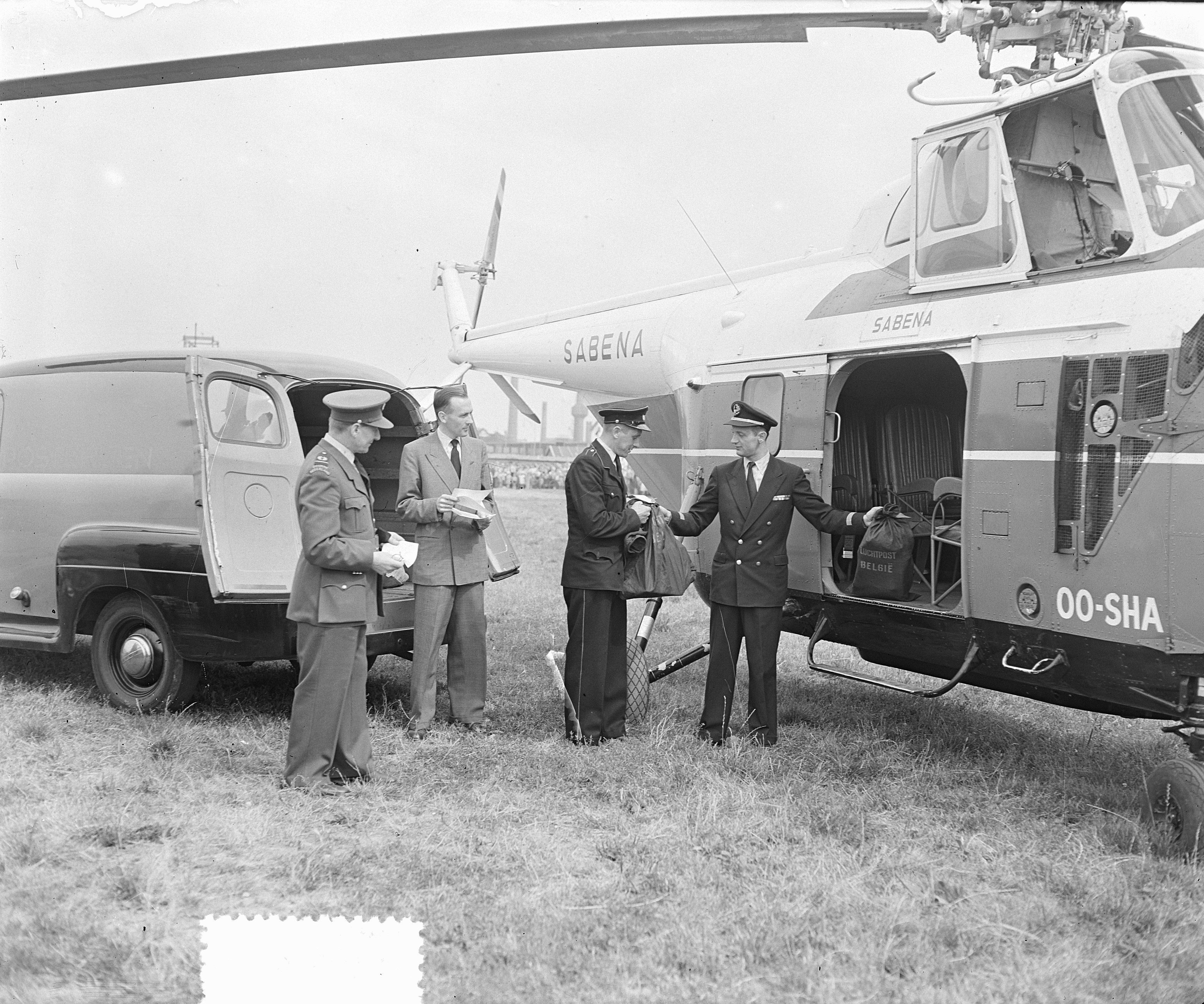
Uitladen van de post op de Griend 10-08-1953
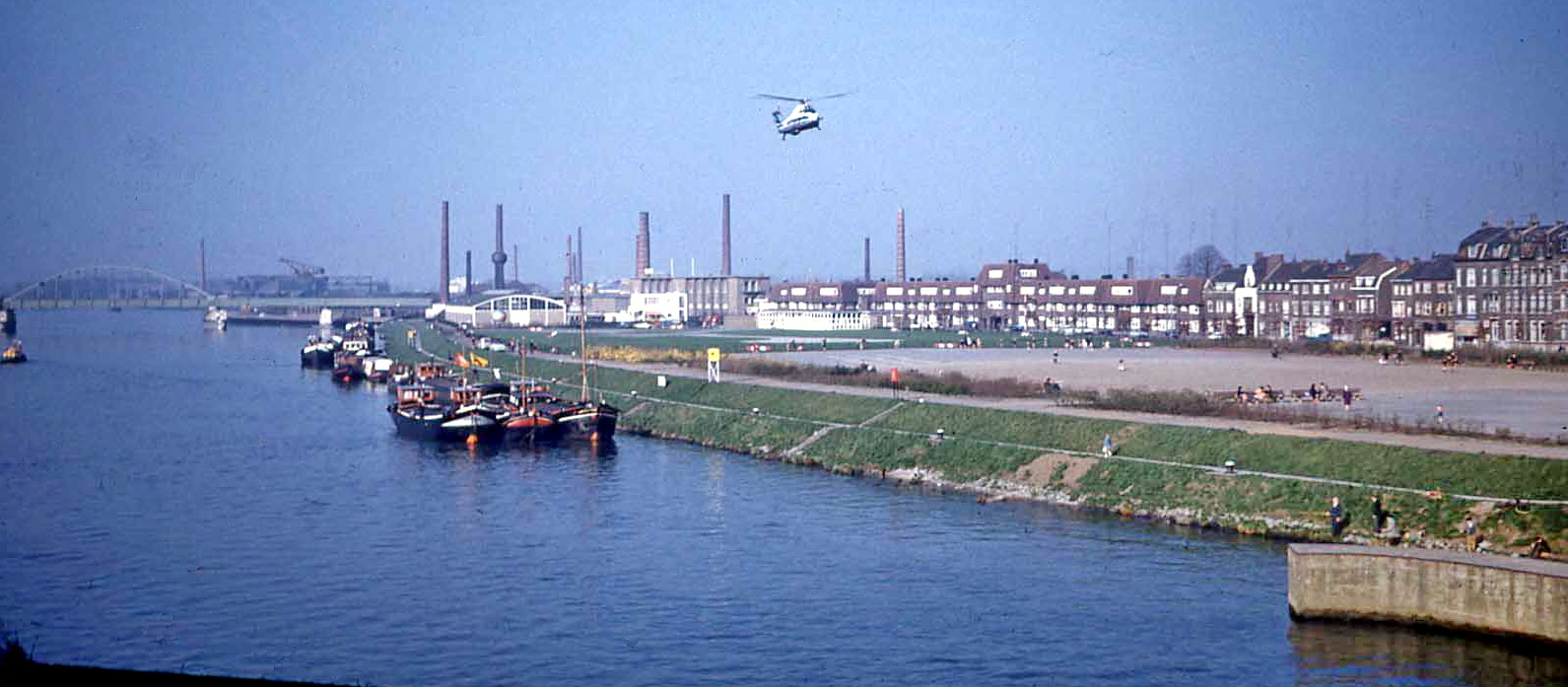
Heliport